# Bom Jesus do Amparo
Bom Jesus do Amparo es un municipio brasileño del estado de Minas Gerais. Su población estimada en 2004 era de 4.748 habitantes. Las principales actividades económicas son la agricultura y la minería, siendo la minera Silica Sand la principal de la región.